# Marcello Venuti
Marcello Venuti est un antiquaire italien né le 9 août 1700 et décédé le 11 juillet 1755.

## Biographie
Marcello Venuti nait à Cortone le 9 août 1700. Il fit ses études chez les Jésuites au collège Cicognini de Prato et à l'Université de Pise, à l'école du P. Guido Grandi et de Giuseppe Averani. En 1731 il est élu conservateur de l’Ordre de Saint-Étienne. L’infant don Carlos, depuis roi des Deux-Siciles, le charge ensuite de la garde de ses bibliothèques et de la galerie Farnèse, fonction qu'il occupe brièvement de 1738 à 1740. Il le charge aussi de surveiller les fouilles qui se pratiquent à Herculanum. Venuti s’acquitte de cette mission ; puis il publie une Description des premières découvertes faites dans l’antique cité d’Herculanum, Rome, 1749, in-4°, et Venise, in-8°. Cet ouvrage, le premier de ceux qui allaient être publiés en grand nombre sur cette matière, est riche en précieux détails. Le premier aussi il est traduit en plusieurs langues étrangères. Il vaut à l’auteur le titre de marquis, que lui confère le roi de Naples. De son côté, il contribue avec ardeur aux travaux de la société botanique de sa ville natale, où l’on se montre fort sensible à sa mort, survenue en juillet 1755. La même année un éloge latin de Marcello Venuti parait, qui a pour auteur Lodovico Coltellini, de Florence.

## Œuvres
- « De antiquitate Cortonae Epistola », Inscriptiones Antiquae Grecae et Romanae in Etruriae urbibus [...] extantes, Florence, vol. 2,‎ 1734, p. 361-398.
- Descrizione delle prime scoperte dell’antica città d’Ercolano ritrovata vicino a Portici Villa della Maestà del Re delle Due Sicilie, Rome, Bernabò e Lazzarini, 1748 (lire en ligne).